# 심선 (조선 문신)
심선(沈璿, ? ~ 1467년 9월 20일)은 조선 전기의 문신, 외척, 시인이다. 자는 윤부(潤夫), 호는 망세정(忘世亭) 또는 망세당(忘世堂)이고, 본관은 청송(靑松)이다. 망세정(忘世亭)은 그가 경기도 풍양현에 지은 정자의 이름이기도 하다. 세종비 소헌왕후의 종손이자, 아들 심안의가 세종의 서녀 정안옹주와 결혼하여 정안옹주의 시아버지가 된다. 세조 즉위에 공을 세운 홍윤성(洪允成) 집안과도 사돈지간이었다.
1435년(세종 18) 진사시에 장원한 후 1443년(세종 25) 사헌부 감찰이 되고, 단종 즉위 후 현감으로 있을 때, 아들 심안의가 세종의 서녀 정안옹주와 결혼하였다. 1455년(단종 3) 단종이 세조에게 양위하자 경기도 풍양현으로 물러나, 고기잡이와 나무꾼을 자처하며 복상하였다. 세조 즉위 후 좌익원종공신 3등에 녹훈되고, 1463년(세조 9년) 공조참의, 예조참의, 첨지중추원사, 예조참판을 거쳐 경기도 감사로 나갔다. 1465년 첨지중추원사를 거쳐 중추원부사로 명나라에 사신으로 다녀왔다. 1466년(세조 12년) 황해도 관찰사가 되고, 감사 재직 중 도내에 죄인이 없는 공로로 가정대부로 승진했다. 이듬해 병으로 물러나, 오위의 행 부호군으로 전직되었다. 당시 원호(元昊), 이맹전(李孟專) 등과 비견될만큼 고매한 성품을 지녀 처사(處士)를 자처했다 한다.

## 생애
자는 윤부(潤夫)이다. 조선 개국공신 청성백 심덕부(沈德符)의 증손으로, 할아버지는 인수부윤(仁壽府尹) 심징(沈澄), 아버지는 군자감판관을 지내고 사후 호조판서에 추증된 양혜공 심석준(沈石雋)이고, 어머니는 군위 나씨로 삼사우사 나윤촌(羅允村)의 후손이다. 세종비 소헌왕후의 종질로, 종조부 심온은 세종의 장인이었고, 종조부 심종은 태조의 사위였다. 부인은 초계 정씨로 판원사 정발(鄭發)의 딸이다. 홍윤성(洪允成) 가문과 사돈관계가 되었는데, 세조실록에 의하면 홍윤성은 그의 술친구로 자주 왕래하였다 한다.
아버지 심징은 1418년(세종 즉위) 당시 태종 이방원이 양위하고도 군사 관련 일을 직접 처리했는데, 이때 병조참판 강상인이 군사 관련 일을 세종대왕에게만 보고하고, 태종에게 보고하지 않은 일로 심온, 심정 등을 연루시켜 강상인과 심정을 사형시키고 심온을 사사했다. 심선의 할아버지 심징과 아버지 심석준 역시 연루되어, 심징은 전라남도 해남으로, 아버지 심석준은 전라남도 낙안으로 유배되었다가, 1420년(세종 3) 원하는 곳으로 유배지가 옮겨지는 중도부처로 감형되었다. 아버지 심석준은 사후 양혜(良惠)의 시호를 받았으니, 그때까지 음서로 관직에 오른 이에게는 시호를 주지 않았으나, 특명으로 시호가 내려졌다.
초기의 행적은 미상이다.
1435년(세종 18) 진사시에 장원으로 합격했다. 1443년(세종 25) 8월 사헌부 감찰에 제수되었다가 이전에 매부 하제명(河悌明)의 첩(妾)과 간통하였다는 의혹을 받고, 다른 사헌부 관료들이 그를 탄핵하여 의금부에 투옥되어 심문당하기도 했다. 1452년(단종 즉위년) 현감(縣監)으로 재직 중 아들 심안의가 세종의 서녀 정안옹주의 부마로 간택되어 혼인하면서 백미(白米) 10석, 조미(糙米) 30석, 면(綿) 10근을 하사받았다. 이때 그의 장인인 정발(鄭發)은 전에 경주 부윤(慶州府尹)으로 재직 중 김자운(金自雲)이 무고한 평민을 노비로 삼은 일을 알고도 넘어간 일로 문제되었으나, 자신의 외손이자 심선의 아들인 심안의가 국척이 되면서 단종의 특명으로 특별히 상호군(上護軍)에 임명되었다.
1455년(단종 3년) 단종이 숙부 영의정 수양대군의 정변으로 양위하고 물러나자, 그는 경기도 풍양현 양지리로 물러나 별장을 짓고, 세상을 잊었다는 뜻의 망세당을 자호로 하고, 고기잡이와 나무꾼 노릇을 하며 복상 은거하여, 장릉지(莊陵誌), 정의제신록(靖義諸臣錄) 등에 실렸다. 그는 사가정 서거정(四佳亭 徐居正)과 점필재 김종직(佔畢齋 金宗直) 등과 교류하고 화답하면서 시(詩)를 지었다.
1455년(세조 즉위년) 12월 27일 판사로 재직 중 좌익원종공신 3등에 녹훈되었다.
그러나 세조의 거듭된 부름으로 관직에 나가 1463년(세조 9년) 공조참의, 1464년 4월 3일 예조참의(禮曹參議), 그해 9월 18일 첨지중추원사(僉知中樞院事)를 지냈다. 이후 예조참판을 거쳐 12월 경기도 관찰사로 제수되었다가, 사간원(司諫院)에서 그가 문신(文臣)이 아니라서, 그의 관찰사직 임명이 법에 어긋난다 탄핵하였으나 세조가 이를 듣지 않았다. 1465년 3월 4일 김포 현령(金浦縣令) 김원효(金元孝)의 파면을 건의하여 성사시켰다.
이후 권력을 농단하고 공무를 소홀히 보았다는 이유로 대간의 탄핵을 받았다. 그해 자신의 외조모의 묘소 곁에 있는 전 이천 감무(利川監務) 윤서(尹瑞)의 묘를 파서 이장하도록 압력을 놨다가 사헌부로부터 탄핵을 당했다. 윤서의 부인은 심선의 외할머니와 친정 자매간인 인연으로 심선의 외조모 묘소를 윤서 내외의 묘소 근처에 장사지냈었다. 1465년 5월 25일 윤서 내외의 묘소를 파서 이장하도록 압력을 행사한 일로 사헌부의 탄핵을 받고, 경기도관찰사에서 면직되었다. 3일만에 복직하여 행 첨지중추원사(行僉知中樞院事)가 되고, 그해 10월 중추원 부사(中樞院副使)로 명나라에 파견되는 사신이 되어, 연경을 방문하고 이듬해 돌아왔다. 1466년(세조 12년) 황해도 관찰사(黃海道觀察使)가 되고, 그해 황해도 감옥이 빈 일로 특별히 상을 받아 가정대부(嘉靖大夫)로 승진하였다.
그는 만년에 경기도 풍양현에 정자를 짓고 망세정(忘世亭)이라 이름하였으며, 산수와 음률을 즐겼다. 서거정, 신숙주 등과 교류하였다. 그의 다른 아들 심안인은 태종(太宗)의 열세 번째 서녀(庶女) 숙순옹주(淑順翁主)와 파원위 윤평(坡原尉 尹泙)의 딸 파평 윤씨와 혼인하였다. 그해 질병으로 사임, 1467년(세조 13년) 오위의 행 부호군(行副護軍)으로 전임되었다가 1467년 9월 20일 병으로 사망하였다.

### 사후
경기도 양주군 건천면 양지리(현, 남양주시 오남읍 양지리 산2번지), 신좌(辛坐) 양지마을의 자신이 만든 망세정 뒷편 우측에 매장되었으며, 그의 묘소 위에는 부인 초계정씨 묘소가 있다. 인근에는 아들 심안인과 며느리 파평윤씨 내외 묘소, 증손 심광언(沈光彦)과 증손부 한양조씨 내외의 묘소가 있으며, 2000년대 이후 인근에 아파트 단지가 조성되었다.
그의 사망 직후, 상중에 그의 넷째 아들 심안지(沈安智)가 당시 사재감 부정(司宰監副正)으로 있던 동서(同壻) 노호신(盧好愼)이 사통(私通)한 여자와 불륜을 했다가 문제가 되고, 그대로 왕조실록에 실리게 되었다. 후일 대광보국숭록대부 영돈녕부사에 추증되었다.
묘비문은 증손자 형조판서 심광언이 지었다. 그의 묘소는 중간에 실전되었다가 다시 찾았는데, 7대손 영의정 심지원(沈之源)이 땅에 묻혀있던 그의 묘비를 찾아 개수(改修)하였다 한다. 그러나 글자는 마멸되어 한 자도 알아볼 수 없는 상태였다. 18세기에 가서 후손 심정진(沈定鎭)이 다시 묘비를 세웠다가, 대한민국시대에 와서 후손들이 다시 비석을 세웠다. 후일 강원도 영월 장릉(莊陵) 조사단(朝士壇)에 배향되었고, 나주 동호사(羅州東湖祠)에 배향되고, 1799년(정조 23) 옥과(玉果) 구암사(龜巖祠)가 건립되고 제향되었다.

## 가족 관계
맏며느리는 태종의 서녀 숙순옹주의 딸이고, 둘째 며느리는 세종의 서녀 정안옹주로 태종 이방원의 서손녀가 된다. 다시 그의 딸은 세종의 서자 계양군의 아들 영원군과 혼인하여 왕실과 이중, 삼중으로 겹사돈관계를 형성하였다.
- 조부 : 심징(沈澄, ? ~ 1432년 4월 17일), 심온의 형, 소헌왕후의 숙부
- 아버지 : 심석준(沈石儁, ? ~ ?년 8월 21일)
- 어머니 : 군위 나씨(? ~ ?년 12월 8일)
  - 누이 : 청송 심씨
  - 매부 : 하제명(河悌明), 진주 하씨 하연의 아들
- 부인 : 초계 정씨 정발(鄭發)의 딸
  - 아들: 심안인(沈安仁)
  - 며느리 : 파평 윤씨, 태종의 서녀 숙순옹주(淑順翁主)와 파원위 윤평(坡原尉 尹泙)의 딸
  - 아들 : 심안의(沈安義)
  - 며느리 : 정안옹주, 세종의 서녀
  - 아들 : 심안례(沈安禮)
  - 며느리 : 여흥 민씨, 대사헌 민건의 딸
  - 아들 : 심안지(沈安智)
  - 며느리 : 경주 김씨, 찬성 김종직의 딸
  - 며느리 : 사천 목씨, 군수 목철성의 딸
  - 아들 : 심안신(沈安信)
  - 며느리 : 고성 이씨, 주부 이희진의 딸
  - 딸 : 현부인 청송심씨
  - 사위 : 영원군 이예(寧原君 李澧)- 계양군의 장남

## 기타
그는 홍윤성 집안과 사돈지간이었는데, 실록에 의하면 홍윤성은 그의 술친구였다 한다.
부인 초계 정씨의 외조부는 고려의 왕족인 영원군 왕진(永原君 王鎭)이다.

## 참고 자료
- 세종실록
- 단종실록
- 세조실록
- 《정의제신열전(靖義諸臣列傳)》
- 《해동선현전(海東先賢傳)》
- 《열조통기(列朝通記)》